# M/S Mega Regina
M/S MEGA REGINA är en kryssningsfärja ägd av det italiensk-franska rederiet Corsica Ferries. Färjan trafikerade sina 35 första år i det åländska rederiet Viking Lines flotta som M/S Mariella. Färjan såldes till Corsica Ferries våren 2021. M/S Mega Regina trafikerar mellan Korsika och Sardinien tillsammans med M/S Mega Andrea, Silja Lines tidigare M/S Wellamo.
Fartyget byggdes 1985 och är systerfartyg till M/S Moby Orli (tidigare M/S Olympia, M/S Pride Of Bilbao och M/S Bilbao). Hon är större än systerfartyget M/S Olympia (M/S Moby Orli) med cirka 2 000 ton. Hon är 28,4 meter bred samt har ett djupgående på 6,8 meter och en längd på 176,9 meter.

## [2]Historik
Fartyget trafikerade sedan starten sträckan Stockholm–Helsingfors, med anlopp i Mariehamn sedan 1999. Fartyget seglade under finsk flagg med Mariehamn som hemmahamn. Resan en väg tog cirka 15 timmar. Enstaka år har hon gått på färjelinjen Stockholm–Åbo eller Helsingfors–Tallinn. När M/S Mariella sjösattes var hon världens största bil- och passagerarfärja .
Mariella blev också känd för sin restaurang som har riktigt Tiffanyglas mitt i restaurangen, därför kallades restaurangen Tiffany. Idag benämns alla Viking Lines à la carte-restauranger Food Garden.
Under coronasommaren 2020 trafikerade Mariella Helsingfors–Tallinn. Hon lades sedan upp i Mariehamn och såldes i maj 2021 till rederiet Corsica Ferries som meddelade att fartyget skulle byta namn till Mega Regina. Köpesumman var 19,6 miljoner euro.
I juli 2021 var Mega Reginas ommålning färdig, och fartyget hade Corsicas färger istället för Viking Lines.

## Tillbud
Mariella var det första fartyget som ankom till Estonia natten den 28 september 1994. Strax därpå ankom Silja Europa, följd av Silja Symphony, Isabella och Finnjet som både Estonia och Mariella hade kontakt med samma natt. När fartygen kom till olycksplatsen hade Estonia sjunkit. Mariella lämnade olycksplatsen kl 13:20 med 25 överlevande från Estonia ombord. Hon ankom till Stockholm kl 23:55.
Den 19 september 2009 vid midnatt fick fartyget "blackout" på öppet hav cirka 23 sjömil (42,5 km) sydöst om Utö i finska skärgården, i närheten av den plats där Estonia sjönk. Vindstyrkan var vid strömavbrottet 6 m/s och färjan drev okontrollerat under cirka en timme innan man fick tillbaka huvudströmmen. Eftersom fartyg är utrustade med reservsystem för elförsörjning fungerade all teknisk utrustning förutom maskineriet för framdrivning normalt. Vid tillfället fanns 1 021 passagerare och 163 besättningsmän ombord.

## Linjer hon trafikerat
Viking Line:
- 18 maj 1985 – april 1997: Stockholm–Mariehamn–Helsingfors
- april 1997 – april 1997: Stockholm–Mariehamn–Åbo
- april 1997 – maj 1998: Stockholm–Mariehamn–Helsingfors
- maj 1998 – maj 1998: Stockholm–Mariehamn–Åbo
- maj 1998 – 30 juni 1999: Stockholm–Mariehamn–Helsingfors
- 1 juli 1999 – 26 augusti 2000: Stockholm–Mariehamn–Helsingfors
- 27 augusti 2000 – 5 oktober 2000: Helsingfors–Tallinn
- 6 oktober 2000 – 2019 : Stockholm–Mariehamn–Helsingfors–(Tallinn) bara under somrarna 2017–2018
- Sommaren 2020: Helsingfors–Tallinn

Corsica Ferries - Sardina Ferries
- Juni 2021: Toulon-Nice–Korsika

## Galleri

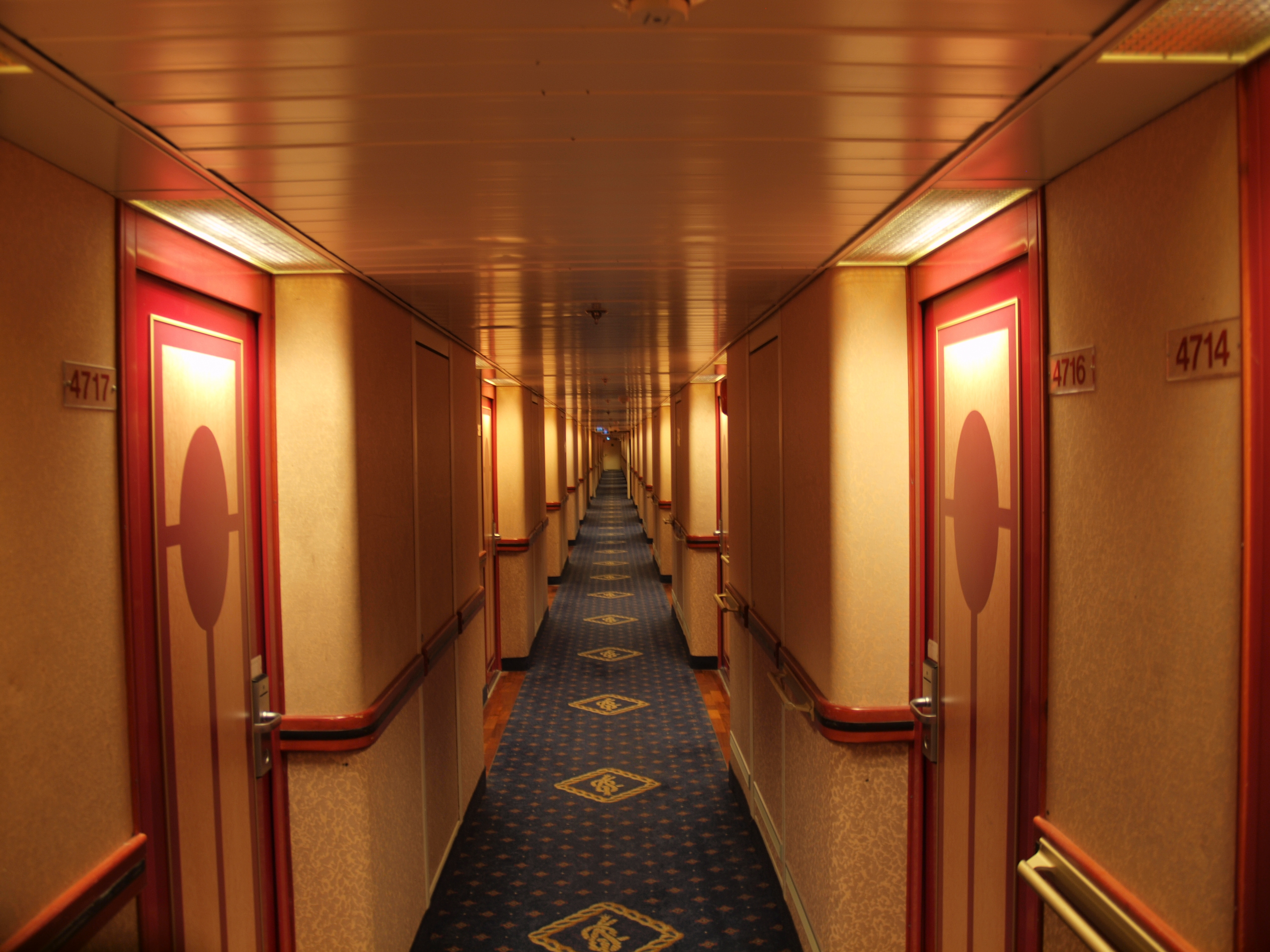
Hyttkorridoren på däck 4.
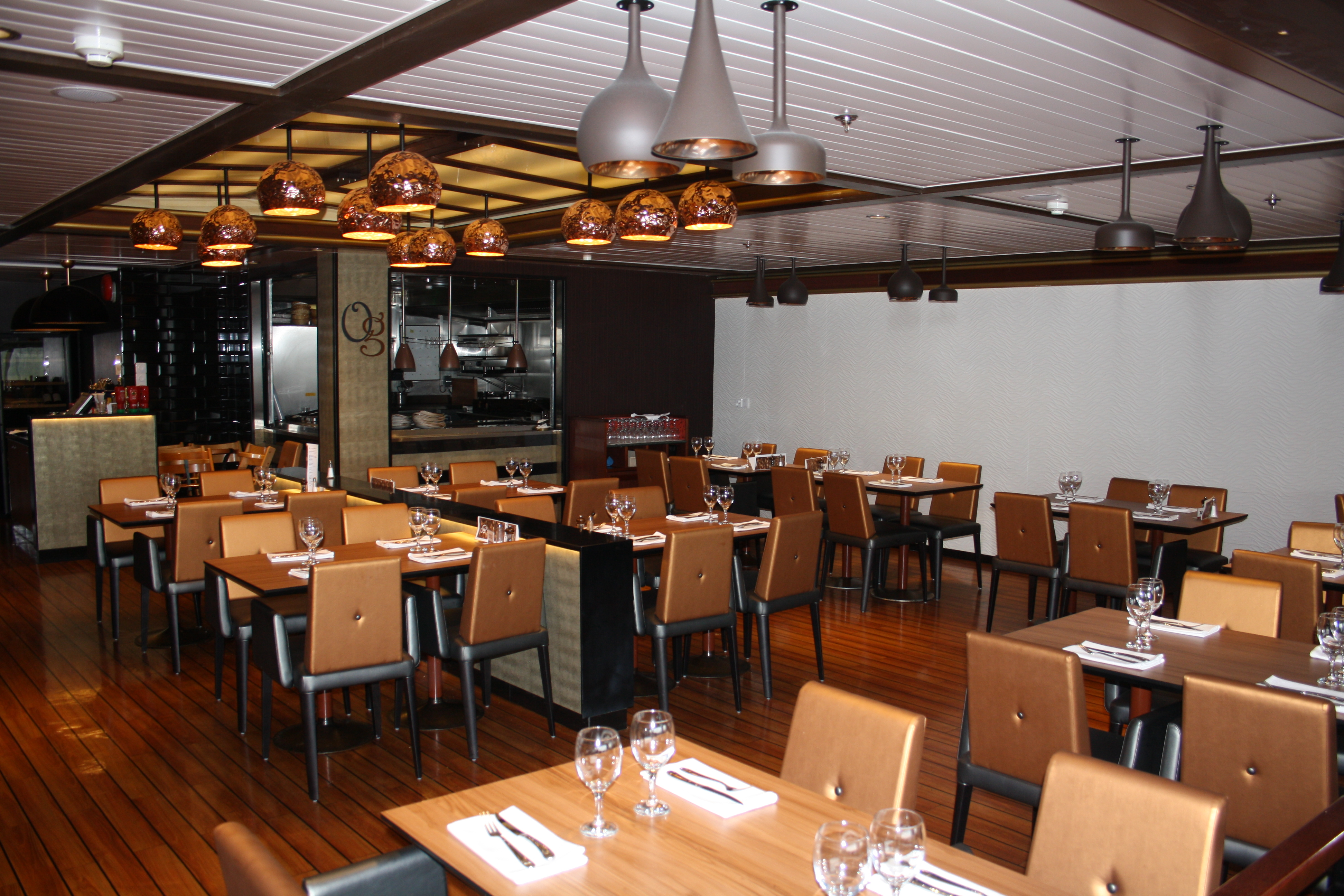
Restaurang.
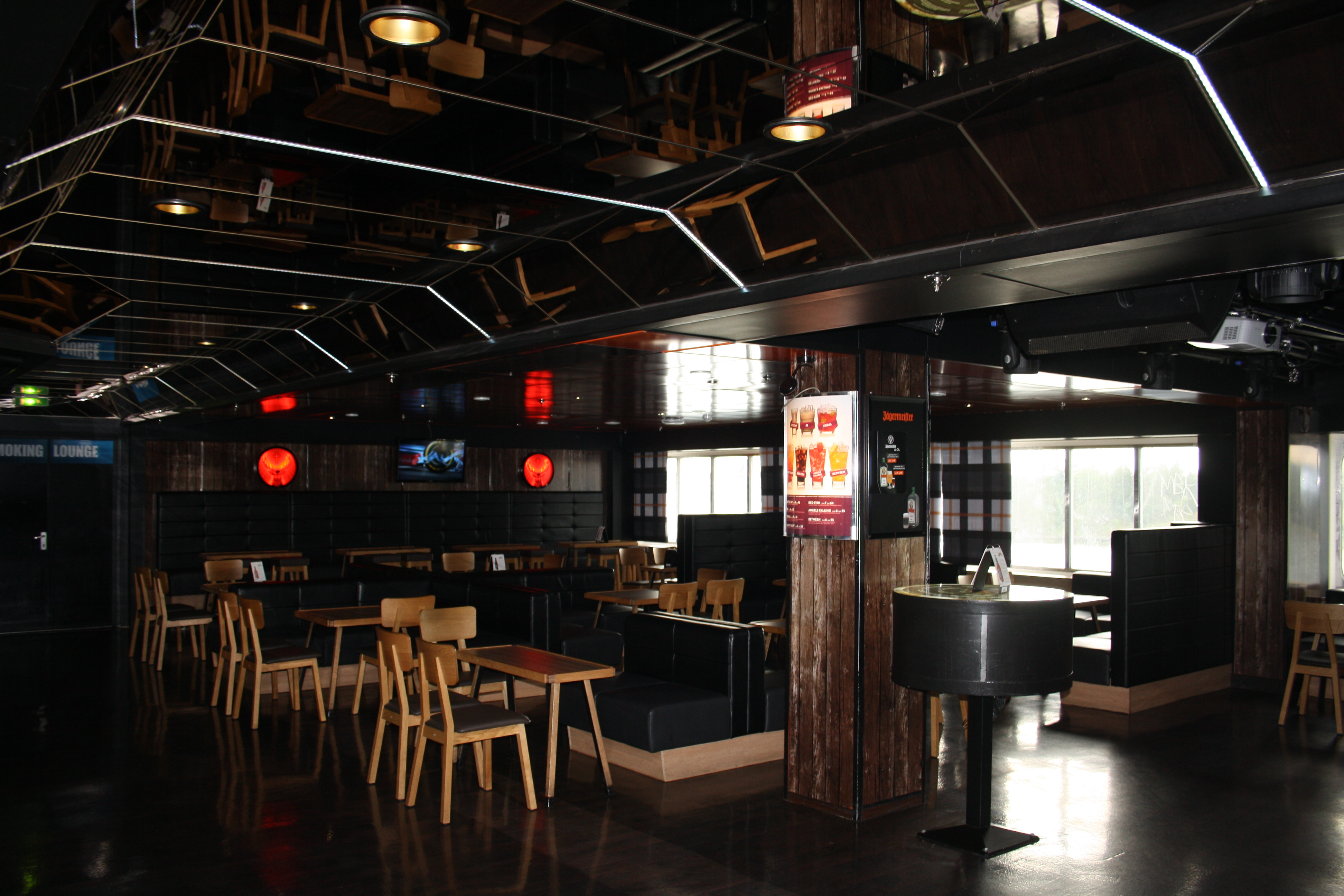
Pub.
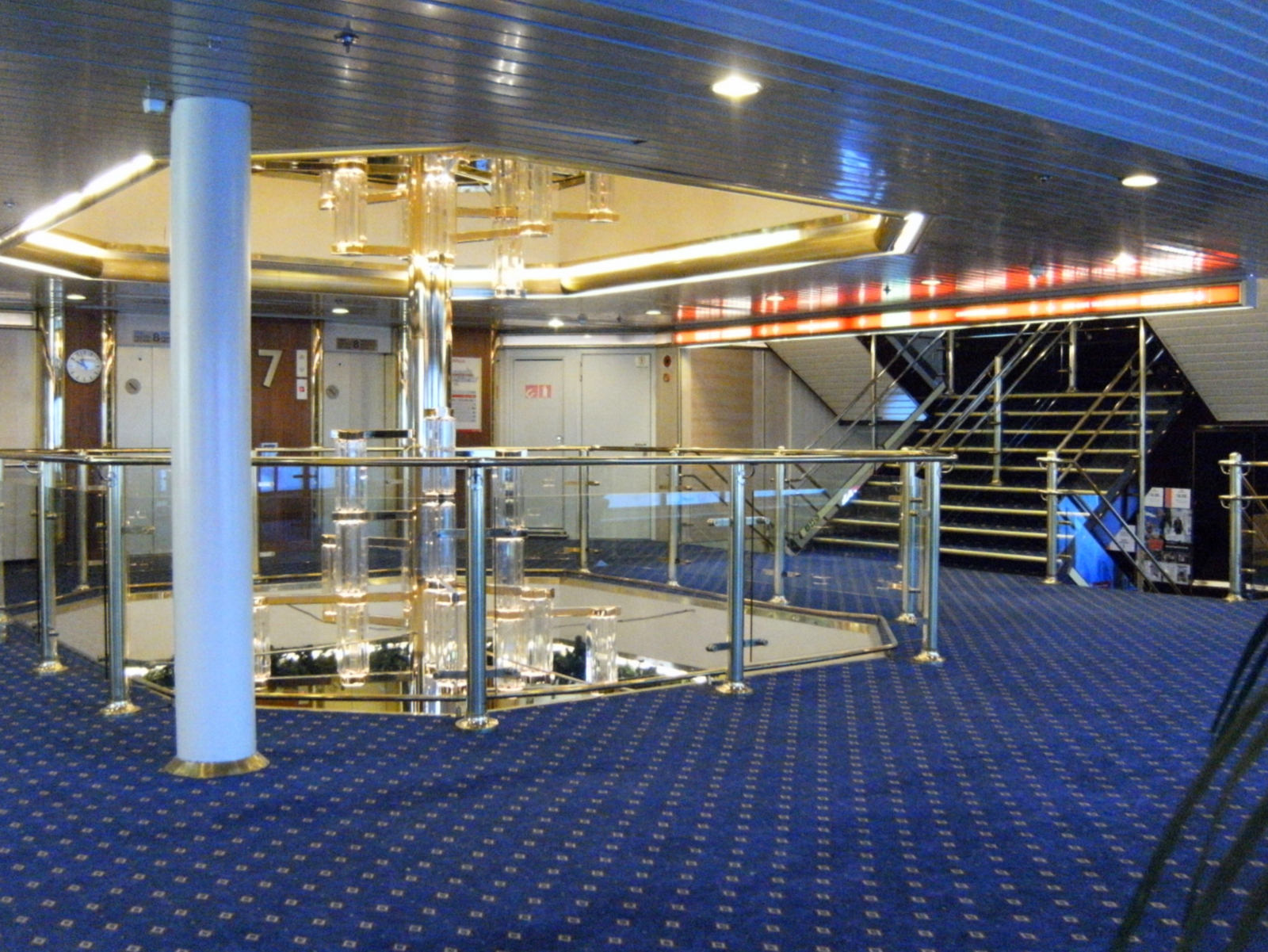
Aula på däck 7.
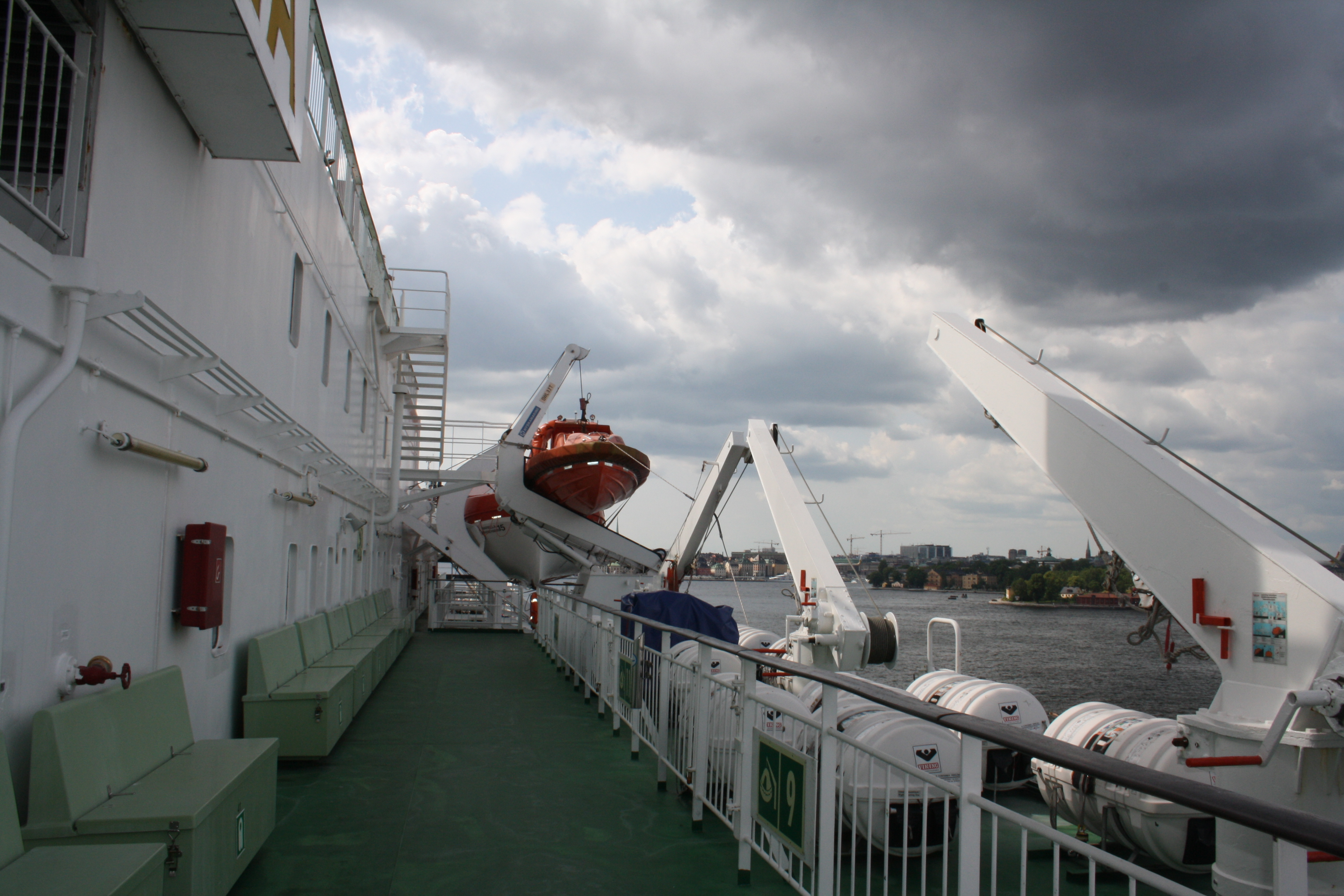
Uppe på däck vid livbåtarna.
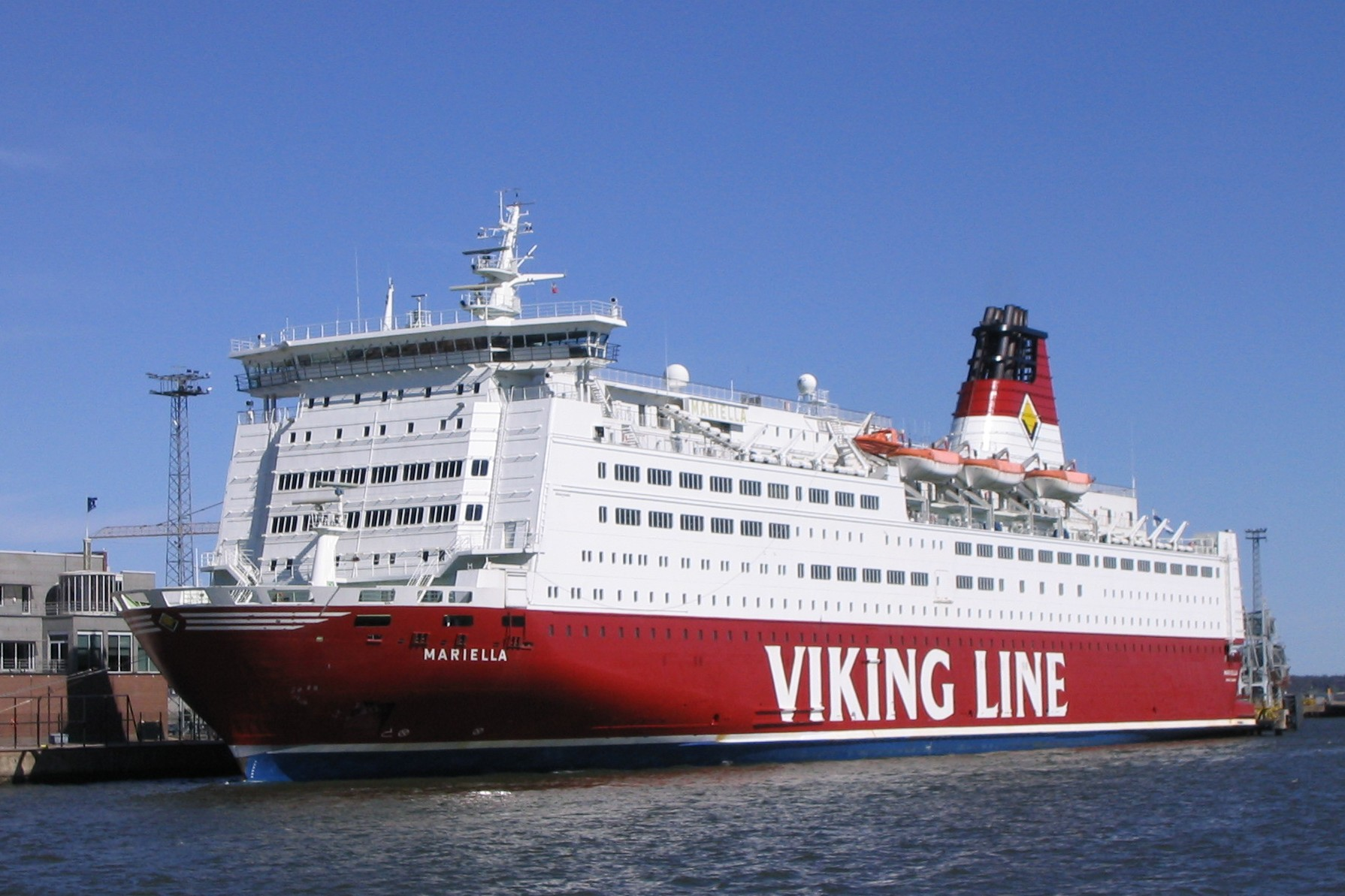
Fartyget i Viking Lines röda/vita färger.